# Халилов, Игорь Вячеславович
Игорь Вячеславович Халилов (узб. Igor Vyacheslavovich Xalilov; род. 13 июня 1972 года, Бухара, Узбекская ССР) — узбекский тяжелоатлет, член сборной Узбекистана, мастер спорта Республики Узбекистан международного класса, сержант Вооруженных сил Узбекистана. Участник летних Олимпийских игр 1996 года, летних Олимпийских игр 2000 года и летних Олимпийских игр 2004 года. Чемпион и призёр Чемпионатов Азии, трёхкратный призёр Азиатских игр.

## Карьера
В 1994 году на Летних Азиатских играх в Хиросиме (Япония) в весовой категории свыше 108 кг завоевал бронзовую медаль. В 1996 году на Летних Олимпийских играх в Атланте (США) в весовой категории свыше 108 кг выступил неудачно. В 1998 году на Летних Азиатских играх в Бангкоке (Таиланд) в весовой категории свыше 105 кг завоевал серебряную медаль подняв в сумме 420 кг.
В 2000 году на Летних Олимпийских играх в Сиднее (Австралия) в весовой категории свыше 105 кг набрал в сумме 410 кг, но занял всего лишь двенадцатое место. На Чемпионате Азии по тяжёлой атлетике в Осаке (Япония) в весовой категории свыше 105 кг завоевал золотую медаль, подняв в сумме 422,5 кг. В 2002 году на Летних Азиатских играх в Пусане (Республика Корея) выиграл очередную серебряную медаль в весовой категории свыше 105 кг, набрав в сумме 405 кг.
В 2004 году на Летних Олимпийских играх в Афинах (Греция) в весовой категории свыше 105 кг показал девятый результат, набрав в сумме 420 кг. На Чемпионате Азии по тяжёлой атлетике в Алма-Ате (Казахстан) завоевал серебряную медаль. В 2005 году на Чемпионате Азии по тяжёлой атлетике в Дубае (ОАЭ) удостоился бронзовой награды.
Игорь выступал за спортивный клуб армии и имеет воинское звание сержант Вооруженных сил Узбекистана. Награждён званием Заслуженный спортсмен Республики Узбекистан.